# دائرة قانونية

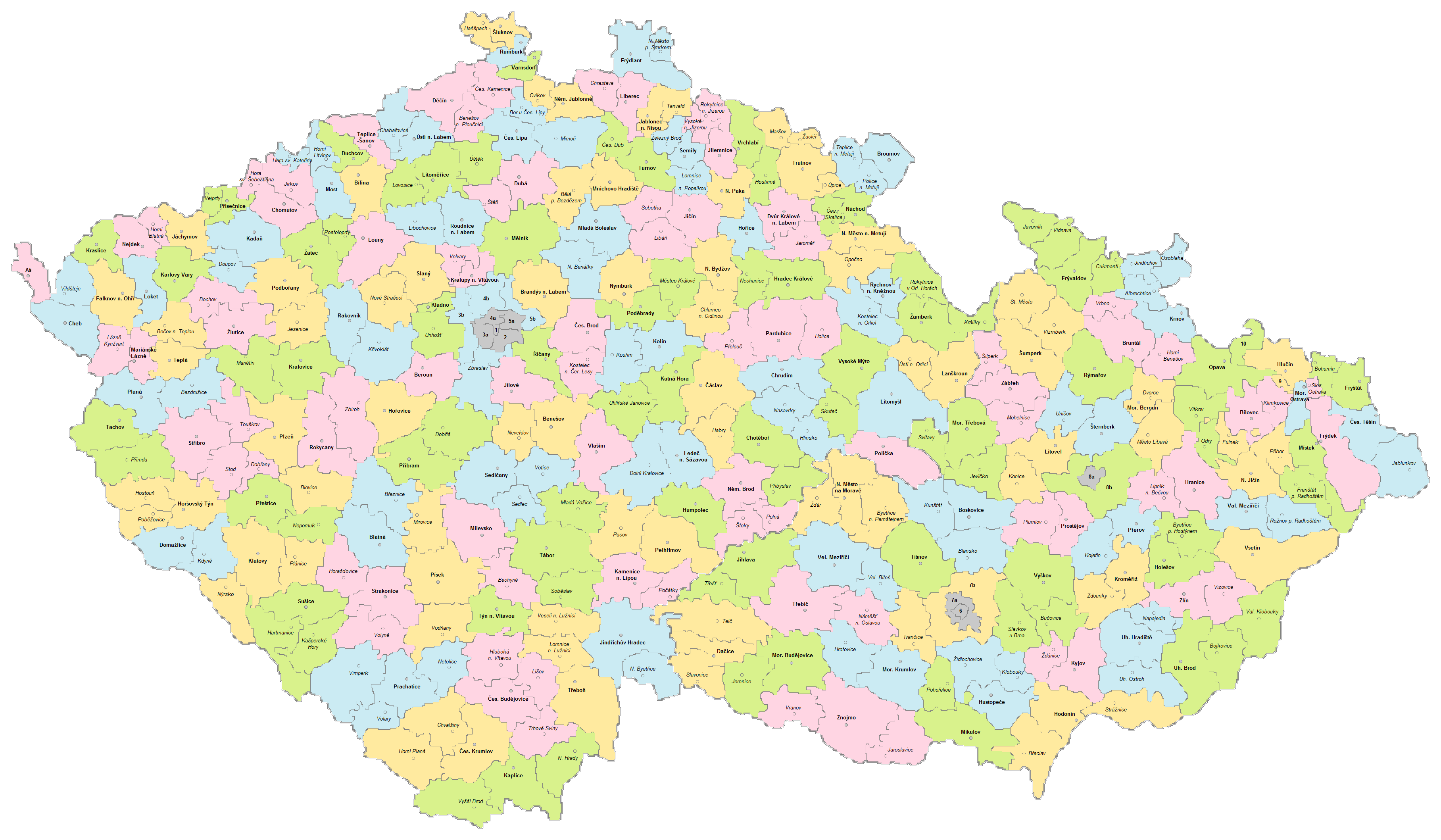

يشير مصطلح الدائرة القانونية أو الدائرة القضائية إلى منطقة إقليمية والتي تقيم المحكمة (قانون) لأجلها دائرة اختصاص.

## المحاكم في ألمانيا
في ألمانيا، تمثل محاكم القضاء العادية الدوائر الأصغر من هذه المحاكم. وهناك كذلك دوائر المحاكم الإقليمية، والتي عادةً ما تشتمل على العديد من الدوائر القانونية التي تشكل الدائرة الإقليمية. وعلى هذا الأساس، يتم إعداد العلاقة بين الدوائر الإقليمية والمحاكم الإقليمية العليا. من غير الضروري الحديث عن الدائرة القانونية بالمحكمة الفيدرالية، نظرًا لأن هذه الدائرة ستضم الإقليم الفيدرالي بأكمله.
تشير القاعدة إلى أن هذه المحاكم هي الجهة الوحيدة المسؤولة عن الشؤون الداخلية لدوائرها القانونية، ومع ذلك لا يجب أن تكون مفرطة في تمثيلها. وتضم العملية القانونية عددًا من المخططات وأسفل منها قد يتم تسويغ المسائل الواردة من الدائرة القانونية المختلفة كذلك، أو الولاية القضائية التي تنظر هذه القضايا التي لا تتواجد بها عادةً محكمة محلية.

## المحاكم في النمسا
في النمسا، تعد الدائرة القانونية (Gerichtsbezirk) المساحة الأصغر من المحكمة الإقليمية. قد تشتمل الدائرة السياسية (Verwaltungsbezirk) على العديد من الدوائر القضائية، ومحكمة إقليمية واحدة، ومع ذلك، تمتد لتصبح أكثر من كونها دائرة سياسية. في النمسا، كان يوجد 141 دائرة قضائية في عام 2007، ولكن جرى مناقشة المزيد من عمليات الدمج بينها مرارًا وتكرارًا. (انظر أيضًا: إدارة المحاكم في النمسا، تعرف كذلك في ويكيبديا الألمانية بـ : Gerichtsorganisation in Österreich).